# Marines (Frankrijk)
Marines is een gemeente in het Franse departement Val-d'Oise (regio Île-de-France) en telt 2925 inwoners (1999). De plaats maakt deel uit van het arrondissement Pontoise.

## Geografie
De oppervlakte van Marines bedraagt 8,3 km², de bevolkingsdichtheid is 352,4 inwoners per km².
De onderstaande kaart toont de ligging van Marines (Frankrijk) met de belangrijkste infrastructuur en aangrenzende gemeenten.

## Demografie
Onderstaande figuur toont het verloop van het inwonertal (bron: INSEE-tellingen).